# Suomen Salibandyliitto
Der Suomen Salibandyliitto (SSBL) (schwedisch: Finlands Innebandyförbund) ist der nationale Spitzenverband Finnlands in der Sportart Unihockey (auch Floorball genannt). Mit 46.991 Mitgliedern gehört er zu den größten Floorballverbänden der Welt.
Gegründet wurde die SSBL 1985. 1986 gehörte Finnland neben Schweden und der Schweiz zu den Gründern der International Floorball Federation, dem Unihockey-Weltverband.

## Nationalmannschaften
- Finnische Floorballnationalmannschaft
- Finnische Floorballnationalmannschaft der Frauen
- Finnische Floorballnationalmannschaft (U-19-Junioren)
- Finnische Floorballnationalmannschaft (U-19-Juniorinnen)

## Spielbetrieb
Seit 1986 (bei den Männern) und 1988 (bei den Frauen) werden in Finnland nationale Floorballmeisterschaften ausgespielt. Die oberste Spielklasse sind die Salibandyliiga bzw. bei den Frauen die Naisten Salibandyliiga.

## Ausgetragene Veranstaltungen
Finnland hat schon mehrere Floorballveranstaltungen ausgetragen, darunter die Herren-Weltmeisterschaften 2002 und 2010 in Helsinki bzw. Helsinki und Vantaa sowie der Herren-Europameisterschaft 1994.

## Mitgliederentwicklung
Statistik zur Mitgliederzahlen und Mitgliedsvereinen.
| Datum      | Mitglieder | Mitglieder |
| Datum      | Personen   | Vereine    |
| ---------- | ---------- | ---------- |
| 31.12.1996 | 17.993     | 600        |
| 31.12.1997 | 22.672     | 698        |
| 31.12.1998 | 25.330     | 755        |
| 31.12.1999 | 27.875     | 805        |
| 31.12.2000 | 28.680     | 819        |
| 31.12.2001 | 31.109     | 821        |
| 30.06.2003 | 34.562     | 890        |
| 30.06.2004 | 35.872     | 838        |
| 30.06.2005 | 37.736     | 827        |
| 30.06.2006 | 39.105     | 838        |
| 30.06.2007 | 40.879     | 824        |
| 30.06.2008 | 42.159     | 828        |
| 30.06.2009 | 43.056     | 842        |
| 30.09.2010 | 45.480     | 875        |
| 30.09.2011 | 46.991     | 874        |
| 2019       | 65.807     | 781        |